# Сарыевское сельское поселение
Сарыевское сельское поселение — муниципальное образование в Вязниковском районе Владимирской области России.
Административный центр — село Сарыево.

## Географическое положение
Территория муниципального образования расположена в восточной части Вязниковского района Владимирской области.

## История
Сарыевский сельсовет образован в 1920-х годах в составе Сарыевской волости Вязниковского уезда. С 1929 года сельсовет в составе Вязниковского района.
Сарыевское сельское поселение образовано 16 мая 2005 года в соответствии с Закон Владимирской области № 62-ОЗ. В его состав вошли территории бывших сельских округов (до 1998 года — сельских советов): Осинковского и Сарыевского.

## Население
| 2010  | 2011  | 2012  | 2013  | 2014  | 2015  | 2016  | 2017  | 2018  |
| ----- | ----- | ----- | ----- | ----- | ----- | ----- | ----- | ----- |
| 1780  | ↘1765 | ↘1723 | ↘1666 | ↘1633 | ↘1625 | ↘1589 | ↘1551 | ↘1521 |
| 2019  | 2020  | 2021  |       |       |       |       |       |       |
| ↘1487 | ↗1490 | ↗1550 |       |       |       |       |       |       |

## Состав сельского поселения
| №  | Населённый пункт | Тип населённого пункта       | Население |
| -- | ---------------- | ---------------------------- | --------- |
| 1  | Высоково         | деревня                      | →3        |
| 2  | Лепешкино        | деревня                      | →0        |
| 3  | Мокрово          | деревня                      | →0        |
| 4  | Озерки           | деревня                      | →0        |
| 5  | Осинки           | деревня                      | ↘236      |
| 6  | Охлопково        | деревня                      | ↘18       |
| 7  | Сарыево          | посёлок                      | ↘601      |
| 8  | Сарыево          | село, административный центр | ↘368      |
| 9  | Селянкино        | деревня                      | ↘10       |
| 10 | Симонцево        | деревня                      | ↘95       |
| 11 | Шустово          | деревня                      | ↘209      |
| 12 | Юрышки           | деревня                      | ↘10       |